# Oxfordstavning
Oxfordstavning är den stavning som används i ordboken Oxford English Dictionary (OED), och andra engelska ordböcker som är baserade på den, till exempel Concise Oxford English Dictionary. Oxfordstavning används även i övriga böcker och akademiska tidskrifter som publiceras av Oxford University Press. I digitala dokument kan användningen av Oxford stavning anges med språktaggen en-GB-oed.
Den främsta skillnaden mellan Oxfordstavning och den stavning som används av många andra brittiska ordböcker är i ord med ändelsen -ize/-ise. OED skriver bland annat organization, privatize och recognizable i stället för organisation, privatise och recognisable. Under de senaste årtiondena har ändelsen -ise blivit den vanliga stavningen i Storbritannien medan man i USA vanligen använder -ize. Många människor betraktar därför ändelsen -ize som en amerikanism, trots att den har varit i bruk i England ända sedan 1500-talet. Användningen av -ize i stället för -ise påverkar inte stavningen av ord som slutar på -yse, såsom analyse, paralyse och catalyse.
Motiveringen till varför -ize föredras är etymologisk – ändelsen kommer ursprungligen från den grekiska ändelsen -ιζειν (-izein) via latin -izāre och franska -iser. Ord med ändelsen -yse kommer däremot ytterst från grekiska -λυσις (-lusis) och skrivs därför inte med -yze.